# Neblina (banda)
Neblina es una banda de rock/heavy metal formado originalmente en el 2001 en Luanda, Angola, también con miembros de Brasil y Zimbabue. Es uno de los primeros grupos africanos, en dar la escena del metal africano, así mismo uno de los primeros grupos de rock y metal conocidos en Angola, así mismo considerados un grupo de culto.
Han tocado en festivales de metal importantes en África como el "Windhoek Metal Fest" en Namibia.
Su único álbum de estudio hasta ahora es el del 2006 titulado "Innocence Falls in Decay" en la cual tuvo un rotundo éxito por la originalidad y trabajo del disco, contando con todos los sencillos en inglés y 1 tema en portugués. 
Son conocidos por los sencillos "Os Filhos da Patría","Mysterious Sky", "Alone" y "Holy Angels".
Forman junto con grupos como Fios Eléctricos, Audio 13, Velório, Mundo A 100 Passos, Pestes & Parasitas, entre otros, de los principales precursores del rock angoleño.
Sus letras abordan temas como la libertad de expresión, los sueños, el dolor, la agonía, la perdición y sobre la privatización de la pobreza extrema en Angola, en África y en el mundo, también sobre la paz en Angola y la humanidad mundial.

## Integrantes

### Formación actual
- Mauro Neb - vocal, guitarra
- Afrikanus - bajo
- Thiago Andrade - batería

### Exintegrantes
- Beto Neb - vocal, guitarra
- Toke é Esse - batería
- Bocôlo "Bokolo" - bajo
- Michel Figueiredo "Fio" - guitarra
- Eddy Bridge - teclados

## Discografía

### Álbumes de estudio
- 2006: "Innocence Falls in Decay"

### Sencillos
- "Os Filhos da Patría"